# Veckatimest
Veckatimest – trzeci album amerykańskiej grupy indierockowej Grizzly Bear, wydany 26 maja 2009 roku przez wytwórnię Warp Records.
Nazwa pochodzi od wyspy Veckatimest, leżącej w hrabstwie Dukes (Massachusetts).

## Single
Na singlu wydano 2 utwory z albumu - Two Weeks oraz While You Wait for the Others.

## Recenzje
Album otrzymał 85 punktów na 100 możliwych na stronie Metacritic.com i został uznany za jeden z najlepszych w 2009 roku. Pojawił się na listach najlepszych albumów roku: Pitchfork Media (6. miejsce), Rolling Stone (21. miejsce). Na liście najlepszych albumów dekady Pitchforka płyta znalazła się na 42. miejscu.

## Lista utworów
1. Southern Point - 5:00
2. Two Weeks - 4:03
3. All We Ask - 5:20
4. Cheerleader - 4:52
5. Dory - 4:25
6. Ready, Able - 4:17
7. About Face - 3:21
8. Hold Still - 2:23
9. While You Wait for the Others - 4:29
10. I Live with You - 4:58
11. Foreground - 4:58

## Personel

### Zespół
- Daniel Rossen – wokal, gitara, keyboard, aranżacje strunowe ("I Live With You")
- Ed Droste – wokal, gitara, keyboard
- Chris Taylor – gitara basowa, dodatkowe wokale
- Christopher Bear – perkusja, dodatkowe wokale

### Dodatkowi muzycy
- Victoria Legrand - dodatkowe wokale ("Two Weeks")
- Brooklyn Youth Choir - dodatkowe wokale ("Cheerleader", "I Live With You", "Foreground")
- Acme String Quartet - struny ("Southern Point", "Ready, Able", "I Live With You", "Foreground")
- Nico Muhly – aranżacje chóru ("Cheerleader", "Foreground"), aranżacje kwartetu smyczkowego ("Southern Point", "Ready, Able", "Foreground")

### Personel nagrywający
- Chris Taylor - producent, inżynier
- Gareth Jones – inżynier miksujący
- Greg Calbi - mastering
- Steve Falone – asystent masteringu

### Okładka
- William J. O'Brien – rysunki
- Ben Wilkerson Tousley – projekt
- Amelia Bauer – ręcznie napisany tekst

## Notowania
| Chart (2009)                        | Peak position |
| ----------------------------------- | ------------- |
| ARIA Charts                         | 41            |
| Belgian Albums Chart (Flandria)     | 20            |
| Belgian Albums Chart (Walonia)      | 34            |
| Dutch Albums Chart                  | 49            |
| French Albums Chart                 | 73            |
| New Zealand Albums Chart            | 44            |
| Norwegian Albums Chart              | 14            |
| Swedish Albums Chart                | 41            |
| Swiss Albums Chart                  | 96            |
| UK Albums Chart                     | 24            |
| US Billboard 200                    | 8             |
| US Billboard Top Independent Albums | 1             |